# Гертруда Саксонска
Гертруда Саксонска Суплинбург (на немски: Gertrud, Gertraud; * 18 април 1115; † 18 април 1143) е единствената дъщеря на император Лотар III и Рихенза Нортхаймска.

## Бракове
Гертруда се омъжва на 29 май 1127 г. за Хайнрих Горди (Велфи), който е от 1126 г. херцог на Бавария и след смъртта на тъста му става също херцог на Саксония. Двамата имат син Хайнрих Лъв.
След смъртта на Хайнрих през 1139 г. Гертруда се омъжва на 1 май 1142 г. за втори път за Хайнрих Язомиргот (Бабенберги), маркграф на Австрия († 1177).